# Wilhelm Bodens
Wilhelm Bodens (* 24. August 1910 in Breberen; † 12. Oktober 2005 in Bonn) war ein deutscher Beamter und Sagensammler.

## Leben
Wilhelm Bodens studierte in Bonn Germanistik, Theologie, Geschichte und Volkskunde. Anschließend arbeitete er als Assistent der Universität Bonn an archäologischen und volkskundlichen Forschungen mit sowie an deren Institut für geschichtliche Landeskunde der Rheinlande. Er sammelte etwa 5000 Sagen vom Niederrhein. 1939 war er Wissenschaftlicher Referent beim Landeshauptmann der Rheinprovinz, Heinrich Haake.
Im Zweiten Weltkrieg war er seit Oktober 1939 Unteroffizier, später Offizier der Abwehr. Nach dem Überfall auf die Niederlande im Mai 1940 war er im Reichskommissariat Niederlande als „Wissenschaftlicher Rat“ beschäftigt, zunächst für die Volksdeutsche Mittelstelle, dann in der vom SS-Sturmbannführer Wolfgang Ispert geleiteten Forschungsstelle „Volk und Raum“. Ab 1942 war er wieder für die Abwehr tätig, zunächst in Belgien, ab 1943 in den Niederlanden. Dort geriet er in britische Kriegsgefangenschaft, aus der er 1948 entlassen wurde.
1948/49 war er im Deutschen Büro für Friedensfragen in Stuttgart beschäftigt, danach im „Grenzlandreferat“ der nordrhein-westfälischen Landesregierung. Von 1950 bis 1955 war er Saarreferent im Bundesministerium für gesamtdeutsche Fragen. Von 1957 bis zur Pensionierung 1972 war er in der Staatskanzlei Saarbrücken, in der Bundesgeschäftsstelle der CDU und in der Vertretung des Saarlandes beim Bund tätig, zuletzt als Ministerialrat.
1962 trat er der Deutsch-Brasilianischen Gesellschaft bei und gehörte später deren Vorstand und Kuratorium an.

## Ehrungen
- 1980: Großes Bundesverdienstkreuz
- Komturkreuz des Rio-Branco-Ordens (Ordem de Rio Branco), verliehen von der brasilianischen Regierung
- 1976: Saarländischer Verdienstorden[8]

## Werke
- Vom Rhein zur Maas. Röhrscheid, Bonn 1936 (= Deutsches Grenzvolk im Western erzählt, Bd. 1).
- Sage, Märchen und Schwank am Niederrhein. Röhrscheid, Bonn 1937 (= Deutsches Volkstum am Rhein, Bd. 3).